# آه شون كآن
آه شون کآن أو أتشان كان (بالإنجليزية: Ah Chun Caan)‏ إله محلي، إنه أساس السماء، وهو الإله أو الرب الحارس لمدينة ميريدا في الديانة المايانية في أمريكا الوسطى. وقد ذُكر في قاموس فيينا.